# Moses da Castellazzo
Moses da Castellazzo (geb. 1467; gest. 1527) war ein in Venedig lebender jüdischer Porträtmaler und Graveur des 15. und 16. Jahrhunderts.
Sein Vater war der aus Deutschland stammende Rabbiner Abraham Sachs, der in der Lombardei eine Rabbinerschule leitete. Moses dal Castellazzos Ruhm als Maler beschränkte sich nicht nur auf das jüdische Ghetto von Venedig, sondern umfasste ganz Italien. Der Consiglio dei Dieci von Venedig erteilte ihm das Privileg, Illustrationen des Pentateuch zu erstellen und zu vertreiben. Leider ist viel von Castellazzos Schaffen im Laufe der Jahrhunderte verlorengegangen. Castellazzo wird vom selbsternannten Messias David Reuveni in dessen Memoiren für seine Hilfe bei dessen Ankunft in Venedig im Jahr 1523 gelobt.